# Eishockey-Weltmeisterschaft der U18-Junioren 2002
Die 4. Eishockey-Weltmeisterschaften der U18-Junioren der Internationalen Eishockey-Föderation IIHF waren die Eishockey-Weltmeisterschaften des Jahres 2002 in der Altersklasse der Unter-Achtzehnjährigen (U18). Insgesamt nahmen zwischen dem 5. März und 21. April 2002 41 Nationalmannschaften an den fünf Turnieren der Top-Division sowie der Divisionen I bis III und Asien-Ozeanien-Division teil.
In seiner vierten Austragung wurde der Wettbewerb reformiert. Die Top-Division wurde von zehn auf zwölf Mannschaften aufgestockt, wobei die Teams in zwei Sechsergruppen drei Finalrunden- und drei Relegationsrundenteilnehmer ausspielten. Die Finalrunde wurde erstmals seit der Premiere des Wettbewerbs im Jahr 1999 nicht im K.-o.-System ausgetragen. Die Asien-Ozeanien-Division wurde zum letzten Mal ausgespielt. Die drei besten Mannschaften konnten sich für das folgende Jahr für die Division III qualifizieren.
Der Weltmeister wurde zum ersten Mal die Mannschaft der Vereinigten Staaten, die im Finale knapp vor dem Erzrivalen Russland und Tschechien lag. Die deutsche Mannschaft stieg durch einen zehnten Platz in der Top-Division als eine von drei Mannschaften in die Division I ab, die Schweiz belegte den siebten Platz in der Top-Division. Österreich wurde Dritter in der Division I.

## Teilnehmer, Austragungsorte und -zeiträume
- Top-Division: 11. bis 21. April 2002 in Piešťany und Trnava, Slowakei
Teilnehmer:  Belarus (Aufsteiger),  Deutschland,  Finnland,  Kanada (Neuling),  Norwegen,  Russland (Titelverteidiger),  Schweden,  Schweiz,  Slowakei,  Tschechien,  Ukraine,  USA

- Division I: 23. bis 29. März 2002 in Maribor und Celje, Slowenien
Teilnehmer:  Dänemark,  Italien,  Japan,  Kasachstan,  Lettland,  Österreich,  Slowenien (Aufsteiger)

- Division II: 22. bis 29. März 2002 in Briançon, Frankreich
Teilnehmer:  Estland,  Frankreich,  Großbritannien,  Kroatien,  Niederlande (Aufsteiger),  Polen,  Rumänien (Aufsteiger),  Ungarn

- Division III: 5. bis 9. März 2002 in Elektrėnai und Kaunas, Litauen
Teilnehmer:  Belgien,  Bulgarien,  Jugoslawien,  Litauen (Absteiger),  Spanien,  Südafrika,  Südkorea (Aufsteiger),  Türkei (Aufsteiger)

- Asien-Ozeanien-Division: 10. bis 15. März 2002 in Auckland, Neuseeland
Teilnehmer:  Australien,  Republik China (Taiwan) (Aufsteiger),  Volksrepublik China,  Neuseeland,  Mongolei (Aufsteiger),  Thailand (Aufsteiger)

 Nordkorea meldete keine Mannschaft für das Turnier der Division I und stieg damit automatisch in die Division II ab.

## Top-Division
Die U18-Weltmeisterschaft wurde vom 11. bis zum 21. April 2002 in den slowakischen Städten Piešťany und Trnava ausgetragen. Gespielt wurde im Zimný štadión (5.000 Plätze) in Piešťany sowie dem Zimný štadión in Trnava mit 3.200 Plätzen.
Am Turnier nahmen zwölf Nationalmannschaften teil, die in zwei Gruppen zu je sechs Teams spielten.
| Gruppe A    | Gruppe B |
| Russland    | Schweiz  |
| Tschechien  | Finnland |
| Deutschland | USA      |
| Slowakei    | Schweden |
| Norwegen    | Ukraine  |
| Kanada      | Belarus  |

### Modus
Nach den Gruppenspielen der Vorrunde qualifizieren sich die Mannschaften auf den ersten drei Plätzen jeder Gruppe für die Finalrunde. Die drei Mannschaften jeder Gruppe auf den hinteren Plätzen nahmen an der Relegationsrunde teil. In beiden Gruppen wurden anschließend – unter Mitnahme der Ergebnisse gegen die beiden direkten Konkurrenten aus der Vorrunde – anschließend die Platzierungen ausgespielt. Der Sieger der Finalrunde errang den Weltmeistertitel, die drei schlechtplatziertesten Teams der Relegationsrunde stiegen in die Division I ab.

### Austragungsorte
| Piešťany |

| Trnava |

| Piešťany |

| Trnava |

### Vorrunde

#### Gruppe A
| 11. April 2002 13:00 Uhr | Norwegen | 2:2 (0:1, 2:1, 0:0) | Deutschland | Zimný štadión, Piešťany Zuschauer: 950 |

| 11. April 2002 16:30 Uhr | Slowakei | 1:5 (0:2, 0:2, 1:1) | Tschechien | Zimný štadión, Piešťany Zuschauer: 3.574 |

| 11. April 2002 20:00 Uhr | Kanada | 4:8 (3:2, 1:2, 0:4) | Russland | Zimný štadión, Piešťany Zuschauer: 2.800 |

| 12. April 2002 13:00 Uhr | Tschechien | 7:4 (2:1, 2:2, 3:1) | Norwegen | Zimný štadión, Piešťany Zuschauer: 1.250 |

| 12. April 2002 16:30 Uhr | Russland | 6:1 (2:0, 2:1, 2:0) | Slowakei | Zimný štadión, Piešťany Zuschauer: 3.950 |

| 12. April 2002 20:00 Uhr | Deutschland | 1:9 (0:2, 1:3, 0:4) | Kanada | Zimný štadión, Piešťany Zuschauer: 1.750 |

| 14. April 2002 13:00 Uhr | Tschechien | 6:1 (4:0, 2:1, 0:0) | Deutschland | Zimný štadión, Piešťany Zuschauer: 1.800 |

| 14. April 2002 16:30 Uhr | Kanada | 3:1 (2:0, 1:1, 0:0) | Slowakei | Zimný štadión, Piešťany Zuschauer: 3.800 |

| 14. April 2002 20:00 Uhr | Russland | 7:0 (1:0, 2:0, 4:0) | Norwegen | Zimný štadión, Piešťany Zuschauer: 2.450 |

| 15. April 2002 13:00 Uhr | Tschechien | 4:1 (0:1, 1:0, 3:0) | Kanada | Zimný štadión, Piešťany Zuschauer: 2.350 |

| 15. April 2002 16:30 Uhr | Slowakei | 3:4 (2:2, 0:0, 1:2) | Norwegen | Zimný štadión, Piešťany Zuschauer: 3.300 |

| 15. April 2002 20:00 Uhr | Deutschland | 2:8 (2:2, 0:3, 0:3) | Russland | Zimný štadión, Piešťany Zuschauer: 2.840 |

| 17. April 2002 13:00 Uhr | Norwegen | 3:4 (2:2, 0:0, 1:2) | Kanada | Zimný štadión, Piešťany Zuschauer: 2.500 |

| 17. April 2002 16:30 Uhr | Russland | 5:3 (1:2, 3:0, 1:1) | Tschechien | Zimný štadión, Piešťany Zuschauer: 2.960 |

| 17. April 2002 20:00 Uhr | Deutschland | 1:4 (1:2, 0:1, 0:1) | Slowakei | Zimný štadión, Piešťany Zuschauer: 3.500 |

| Pl. |             | Sp | S | U | N | Tore  | Punkte |
| 1.  | Russland    | 5  | 5 | 0 | 0 | 34:10 | 10     |
| 2.  | Tschechien  | 5  | 4 | 0 | 1 | 25:12 | 8      |
| 3.  | Kanada      | 5  | 3 | 0 | 2 | 21:17 | 6      |
| 4.  | Norwegen    | 5  | 1 | 1 | 3 | 13:23 | 3      |
| 5.  | Slowakei    | 5  | 1 | 0 | 4 | 03:34 | 2      |
| 6.  | Deutschland | 5  | 0 | 1 | 4 | 07:29 | 1      |

Abkürzungen: Pl. = Platz, Sp = Spiele, S = Siege, U = Unentschieden, N = Niederlagen

Erläuterungen: Finalrundenqualifikant, Abstiegsrundenqualifikant

#### Gruppe B
| 11. April 2002 13:00 Uhr | Belarus | 0:9 (0:2, 0:1, 0:6) | USA | Zimný štadión, Trnava Zuschauer: 850 |

| 11. April 2002 16:30 Uhr | Schweden | 0:2 (0:0, 0:1, 0:1) | Finnland | Zimný štadión, Trnava Zuschauer: 900 |

| 11. April 2002 20:00 Uhr | Ukraine | 0:10 (0:4, 0:2, 0:4) | Schweiz | Zimný štadión, Trnava Zuschauer: 900 |

| 12. April 2002 13:00 Uhr | Finnland | 4:3 (1:0, 1:1, 2:2) | Belarus | Zimný štadión, Trnava Zuschauer: 950 |

| 12. April 2002 16:30 Uhr | Schweiz | 3:2 (2:1, 0:1, 1:0) | Schweden | Zimný štadión, Trnava Zuschauer: 1.100 |

| 12. April 2002 20:00 Uhr | USA | 10:0 (2:0, 3:0, 5:0) | Ukraine | Zimný štadión, Trnava Zuschauer: 950 |

| 14. April 2002 13:00 Uhr | Ukraine | 3:8 (1:3, 2:3, 0:2) | Schweden | Zimný štadión, Trnava Zuschauer: 980 |

| 14. April 2002 16:30 Uhr | Schweiz | 3:6 (1:1, 1:1, 1:4) | Belarus | Zimný štadión, Trnava Zuschauer: 1.200 |

| 14. April 2002 20:00 Uhr | Finnland | 2:3 (1:1, 0:0, 1:2) | USA | Zimný štadión, Trnava Zuschauer: 2.000 |

| 15. April 2002 13:00 Uhr | Schweden | 4:2 (1:1, 1:0, 2:1) | Belarus | Zimný štadión, Trnava Zuschauer: 910 |

| 15. April 2002 16:30 Uhr | Finnland | 6:0 (0:0, 3:0, 3:0) | Ukraine | Zimný štadión, Trnava Zuschauer: 990 |

| 15. April 2002 20:00 Uhr | USA | 5:1 (2:1, 2:0, 1:0) | Schweiz | Zimný štadión, Trnava Zuschauer: 1.700 |

| 17. April 2002 13:00 Uhr | Belarus | 3:1 (2:1, 1:0, 0:0) | Ukraine | Zimný štadión, Trnava Zuschauer: 850 |

| 17. April 2002 16:30 Uhr | USA | 6:2 (1:0, 1:1, 4:1) | Schweden | Zimný štadión, Trnava Zuschauer: 1.120 |

| 17. April 2002 20:00 Uhr | Schweiz | 1:8 (1:3, 0:2, 0:3) | Finnland | Zimný štadión, Trnava Zuschauer: 1.350 |

| Pl. |          | Sp | S | U | N | Tore  | Punkte |
| 1.  | USA      | 5  | 5 | 0 | 0 | 33:05 | 10     |
| 2.  | Finnland | 5  | 4 | 0 | 1 | 22:07 | 8      |
| 3.  | Belarus  | 5  | 2 | 0 | 3 | 14:21 | 4      |
| 4.  | Schweden | 5  | 2 | 0 | 3 | 16:16 | 4      |
| 5.  | Schweiz  | 5  | 2 | 0 | 3 | 18:21 | 4      |
| 6.  | Ukraine  | 5  | 0 | 0 | 5 | 04:37 | 0      |

Abkürzungen: Pl. = Platz, Sp = Spiele, S = Siege, U = Unentschieden, N = Niederlagen

Erläuterungen: Finalrundenqualifikant, Abstiegsrundenqualifikant

### Abstiegsrunde
| 18. April 2002 13:00 Uhr | Schweden | 4:0 (2:0, 0:0, 2:0) | Deutschland | Zimný štadión, Trnava Zuschauer: 950 |

| 18. April 2002 16:30 Uhr | Norwegen | 2:7 (0:3, 1:3, 1:1) | Schweiz | Zimný štadión, Trnava Zuschauer: 1.050 |

| 18. April 2002 20:00 Uhr | Slowakei | 3:0 (2:0, 1:0, 0:0) | Ukraine | Zimný štadión, Trnava Zuschauer: 1.500 |

| 20. April 2002 11:00 Uhr | Schweiz | 5:2 (0:1, 2:1, 3:0) | Deutschland | Zimný štadión, Trnava Zuschauer: 980 |

| 20. April 2002 14:30 Uhr | Ukraine | 5:2 (1:1, 2:0, 2:1) | Norwegen | Zimný štadión, Trnava Zuschauer: 1.000 |

| 20. April 2002 18:00 Uhr | Schweden | 3:5 (1:3, 2:1, 0:1) | Slowakei | Zimný štadión, Trnava Zuschauer: 2.800 |

| 21. April 2002 11:00 Uhr | Deutschland | 4:1 (1:0, 3:0, 0:1) | Ukraine | Zimný štadión, Trnava Zuschauer: 900 |

| 21. April 2002 14:30 Uhr | Slowakei | 0:3 (0:0, 0:3, 0:0) | Schweiz | Zimný štadión, Trnava Zuschauer: 2.700 |

| 21. April 2002 18:00 Uhr | Norwegen | 2:3 (0:1, 2:1, 0:1) | Schweden | Zimný štadión, Trnava Zuschauer: 950 |

| Pl. |             | Sp | S | U | N | Tore  | Punkte |
| 1.  | Schweiz     | 5  | 5 | 0 | 0 | 28:06 | 10     |
| 2.  | Slowakei    | 5  | 3 | 0 | 2 | 15:11 | 6      |
| 3.  | Schweden    | 5  | 3 | 0 | 2 | 20:13 | 6      |
| 4.  | Deutschland | 5  | 1 | 1 | 3 | 09:16 | 3      |
| 5.  | Norwegen    | 5  | 1 | 1 | 3 | 12:20 | 3      |
| 6.  | Ukraine     | 5  | 1 | 0 | 4 | 09:27 | 2      |

Anmerkung: Die Vorrundenspiele gegen den jeweiligen Gegner sind in die Tabelle eingerechnet.

Abkürzungen: Pl. = Platz, Sp = Spiele, S = Siege, U = Unentschieden, N = Niederlagen

Erläuterungen: Absteiger in die Division I

### Finalrunde
| 18. April 2002 13:00 Uhr | Tschechien | 5:1 (1:0, 2:1, 2:0) | Belarus | Zimný štadión, Piešťany Zuschauer: 1.600 |

| 18. April 2002 16:30 Uhr | USA | 10:3 (2:1, 5:2, 3:0) | Kanada | Zimný štadión, Piešťany Zuschauer: 2.500 |

| 18. April 2002 20:00 Uhr | Russland | 4:3 (2:2, 1:1, 1:0) | Finnland | Zimný štadión, Piešťany Zuschauer: 2.740 |

| 20. April 2002 12:00 Uhr | Finnland | 3:1 (0:1, 1:0, 2:0) | Kanada | Zimný štadión, Piešťany Zuschauer: 2.200 |

| 20. April 2002 15:30 Uhr | USA | 0:1 (0:0, 0:1, 0:0) | Tschechien | Zimný štadión, Piešťany Zuschauer: 3.120 |

| 20. April 2002 19:00 Uhr | Belarus | 0:11 (0:2, 0:7, 0:2) | Russland | Zimný štadión, Piešťany Zuschauer: 2.000 |

| 21. April 2002 12:00 Uhr | Tschechien | 4:2 (1:0, 1:1, 2:1) | Finnland | Zimný štadión, Piešťany Zuschauer: 3.800 |

| 21. April 2002 15:30 Uhr | Kanada | 3:5 (1:3, 2:0, 0:2) | Belarus | Zimný štadión, Piešťany Zuschauer: 3.800 |

| 21. April 2002 19:00 Uhr | Russland | 1:3 (0:2, 0:0, 1:1) | USA | Zimný štadión, Piešťany Zuschauer: 3.800 |

| Pl. |            | Sp | S | U | N | Tore  | Punkte |
| 1.  | USA        | 5  | 4 | 0 | 1 | 25:07 | 8      |
| 2.  | Russland   | 5  | 4 | 0 | 1 | 29:13 | 8      |
| 3.  | Tschechien | 5  | 4 | 0 | 1 | 17:09 | 8      |
| 4.  | Finnland   | 5  | 2 | 0 | 3 | 14:15 | 4      |
| 5.  | Belarus    | 5  | 1 | 0 | 4 | 09:32 | 2      |
| 6.  | Kanada     | 5  | 0 | 0 | 5 | 12:30 | 0      |

Anmerkung: Die Vorrundenspiele gegen den jeweiligen Gegner sind in die Tabelle eingerechnet.

Abkürzungen: Pl. = Platz, Sp = Spiele, S = Siege, U = Unentschieden, N = Niederlagen

### Statistik

#### Beste Scorer
Abkürzungen: Sp = Spiele, T = Tore, V = Assists, Pkt = Punkte, +/− = Plus/Minus, SM = Strafminuten; Fett: Turnierbestwert
| Spieler              | Mannschaft | Sp | T  | V | Pkt | +/− | SM |
| -------------------- | ---------- | -- | -- | - | --- | --- | -- |
| Alexander Owetschkin | Russland   | 8  | 14 | 4 | 18  | +14 | 0  |
| Alexander Sjomin     | Russland   | 8  | 8  | 7 | 15  | +13 | 16 |
| Patrick O’Sullivan   | USA        | 8  | 7  | 8 | 15  | +8  | 37 |
| Kevin Romy           | Schweiz    | 8  | 9  | 5 | 14  | +6  | 4  |
| Jiří Hudler          | Tschechien | 8  | 7  | 7 | 14  | +5  | 8  |
| Brett Sterling       | USA        | 8  | 9  | 3 | 12  | +9  | 4  |
| Sean Bergenheim      | Finnland   | 8  | 8  | 4 | 12  | +7  | 6  |
| Pierre-Marc Bouchard | Kanada     | 8  | 4  | 8 | 12  | +4  | 16 |
| Patrick Eaves        | USA        | 8  | 4  | 8 | 12  | +10 | 45 |
| Nikolai Scherdew     | Russland   | 8  | 6  | 5 | 11  | +3  | 22 |

#### Beste Torhüter
Abkürzungen: GP = Spiele, Min = Eiszeit (in Minuten), GA = Gegentore, SO = Shutouts, Sv% = gehaltene Schüsse (in %), GAA = Gegentorschnitt; Fett: Turnierbestwert
| Spieler         | Mannschaft | GP | Min    | GA | SO | Sv%   | GAA  |
| --------------- | ---------- | -- | ------ | -- | -- | ----- | ---- |
| Jimmy Howard    | USA        | 6  | 360:00 | 8  | 1  | 95,43 | 1,33 |
| Lukáš Mensator  | Tschechien | 7  | 420:00 | 11 | 1  | 94,66 | 1,57 |
| Tommi Tervo     | Finnland   | 4  | 237:37 | 7  | 1  | 93,27 | 1,77 |
| Hannu Toivonen  | Finnland   | 5  | 242:23 | 9  | 1  | 92,97 | 2,23 |
| Denis Chudjakow | Russland   | 6  | 354:48 | 16 | 0  | 91,35 | 2,71 |

### Abschlussplatzierungen
| Pl. | Team        |
| --- | ----------- |
| 1   | USA         |
| 2   | Russland    |
| 3   | Tschechien  |
| 4   | Finnland    |
| 5   | Belarus     |
| 6   | Kanada      |
| 7   | Schweiz     |
| 8   | Slowakei    |
| 9   | Schweden    |
| 10  | Deutschland |
| 11  | Norwegen    |
| 12  | Ukraine     |

### Titel, Auf- und Abstieg
| Weltmeister USA | Noah Babin, David Booth, Matthew Carle, Patrick Eaves, Tyler Hirsch, Jimmy Howard, Ryan Kesler, Greg Moore, Ray Ortiz, Patrick O’Sullivan, Zach Parise, Corey Potter, Nate Raduns, Tim Roth, Tom Sawatske, Evan Shaw, Brett Sterling, Mark Stuart, Ryan Suter, Tim Wallace, Stephen Werner, James Wisniewski Trainer: Mike Eaves |

| Silber Russland | Sergei Anschakow, Anton Babtschuk, Konstantin Barulin, Denis Chudjakow, Denis Grot, Igor Ignatuschkin, Jewgeni Issakow, Denis Jeschow, Dmitri Kasionow, Konstantin Kornejew, Dmitri Kosmatschow, Dmitri Kostjuk, Ilja Krikunow, Alexander Owetschkin, Sergei Schemetow, Nikolai Scherdew, Alexander Schinin, Alexei Schkotow, Maxim Schtschewjew, Alexander Sjomin, Alexei Stonkus, Jewgeni Tunik Trainer: Rawil Ischakow |

| Bronze Tschechien | Michal Barinka, Roman Bílek, Marek Chvátal, Martin Čížek, Tomáš Csabi, Tomáš Fleischmann, Jiří Hudler, Jiří Hunkes, Jakub Klepiš, Tomáš Kolafa, Jakub Koreis, Kamil Kreps, Jan Kubišta, Jakub Langhammer, Lukáš Mensator, Milan Michálek, Lukáš Musil, Ondřej Němec, Ctirad Ovčačík, Lukáš Pabiška, Jan Velich, Roman Vondráček Trainer: Břetislav Kopřiva |

| Absteiger in die Division I:    | Deutschland, Norwegen, Ukraine |
| Aufsteiger in die Top-Division: | Kasachstan                     |

### Auszeichnungen
Spielertrophäen
| Auszeichnung       | Spieler          | Team       |
| ------------------ | ---------------- | ---------- |
| Bester Torhüter    | Lukáš Mensator   | Tschechien |
| Bester Verteidiger | Ryan Suter       | USA        |
| Bester Stürmer     | Nikolai Scherdew | Russland   |

All-Star-Team
| Angriff:      | Alexander Owetschkin – Jiří Hudler – Nikolai Scherdew |
| Verteidigung: | Konstantin Kornejew – Richard Stehlík                 |
| Tor:          | Lukáš Mensator                                        |

## Division I
in Celje und Maribor, Slowenien

### Vorrunde
| Teams         | KAZ | AUT | ITA | Tore | Pkt. |
| ------------- | --- | --- | --- | ---- | ---- |
| 1. Kasachstan |     | 6:1 | 6:1 | 12:2 | 4:0  |
| 2. Österreich | 1:6 |     | 3:1 | 4:7  | 2:2  |
| 3. Italien    | 1:6 | 1:3 |     | 2:9  | 0:4  |

| Teams        | SLO | LAT | DAN | JPN | Tore  | Pkt. |
| ------------ | --- | --- | --- | --- | ----- | ---- |
| 1. Slowenien |     | 4:2 | 3:0 | 4:4 | 11:6  | 5:1  |
| 2. Lettland  | 2:4 |     | 4:2 | 2:2 | 8:8   | 3:3  |
| 3. Dänemark  | 0:3 | 2:4 |     | 6:4 | 8:11  | 2:4  |
| 4. Japan     | 4:4 | 2:2 | 4:6 |     | 10:12 | 2:4  |

### Platzierungsrunde um die Plätze 5–7
| Teams       | ITA | DAN   | JPN   | Tore | Pkt. |
| ----------- | --- | ----- | ----- | ---- | ---- |
| 1. Italien  |     | 4:2   | 3:4   | 7:6  | 2:2  |
| 2. Dänemark | 2:4 |       | (6:4) | 8:8  | 2:2  |
| 3. Japan    | 4:3 | (4:6) |       | 8:9  | 2:2  |

### Play-offs
| Halbfinale       |         |            |   |            |  |                             |
| 27. März 2002    | Maribor | Kasachstan | – | Lettland   |  | 4:1 (1:1,3:0,0:0)           |
| 27. März 2002    | Maribor | Slowenien  | – | Österreich |  | 3:2 n. V. (0:1,1:1,1:0,1:0) |
|                  |         |            |   |            |  |                             |
| Spiel um Platz 3 |         |            |   |            |  |                             |
| 29. März 2002    | Maribor | Österreich | – | Lettland   |  | 4:1 (1:1,2:0,1:0)           |
|                  |         |            |   |            |  |                             |
| Finale           |         |            |   |            |  |                             |
| 29. März 2002    | Maribor | Slowenien  | – | Kasachstan |  | 2:5 (1:0,1:3,0:2)           |

### Abschlussplatzierung der Division I
| RF | Team                  |
| -- | --------------------- |
| 1  | Kasachstan            |
| 2  | Slowenien             |
| 3  | Österreich            |
| 4  | Lettland              |
| 5  | Italien               |
| 6  | Dänemark              |
| 7  | Japan                 |
| 8  | Nordkorea verzichtete |

### Auf- und Absteiger
| Aufsteiger in die WM-Gruppe:  | Kasachstan                        |
| Absteiger aus der WM-Gruppe:  | Deutschland, Norwegen, Ukraine    |
| Absteiger aus der Division I: | Nordkorea                         |
| Aufsteiger in die Division I: | Frankreich, Polen, Großbritannien |

## Division II
in Briançon, Frankreich

### Vorrunde
| Teams             | FRA  | GBR  | CRO  | ROM  | Tore  | Pkt. |
| ----------------- | ---- | ---- | ---- | ---- | ----- | ---- |
| 1. Frankreich     |      | 10:0 | 17:1 | 20:0 | 47:1  | 6:0  |
| 2. Großbritannien | 0:10 |      | 8:1  | 8:0  | 16:11 | 4:2  |
| 3. Kroatien       | 1:17 | 1:8  |      | 7:2  | 9:27  | 2:4  |
| 4. Rumänien       | 0:20 | 0:8  | 2:7  |      | 2:35  | 0:6  |

| Teams          | POL | EST | NED | HUN | Tore  | Pkt. |
| -------------- | --- | --- | --- | --- | ----- | ---- |
| 1. Polen       |     | 9:1 | 9:1 | 7:1 | 25:3  | 6:0  |
| 2. Estland     | 1:9 |     | 7:0 | 5:2 | 13:11 | 4:2  |
| 3. Niederlande | 1:9 | 0:7 |     | 3:2 | 4:18  | 2:4  |
| 4. Ungarn      | 1:7 | 2:5 | 2:3 |     | 5:15  | 0:6  |

### Platzierungs- und Finalrunde
| Teams          | NED   | HUN   | CRO   | ROM   | Tore  | Pkt. |
| -------------- | ----- | ----- | ----- | ----- | ----- | ---- |
| 1. Niederlande |       | (3:2) | 6:3   | 3:2   | 12:7  | 6:0  |
| 2. Ungarn      | (2:3) |       | 6:2   | 5:2   | 13:7  | 4:2  |
| 3. Kroatien    | 3:6   | 2:6   |       | (7:2) | 12:14 | 2:4  |
| 4. Rumänien    | 2:3   | 2:5   | (2:7) |       | 6:15  | 0:6  |

| Teams             | FRA    | POL   | GBR    | EST   | Tore  | Pkt. |
| ----------------- | ------ | ----- | ------ | ----- | ----- | ---- |
| 1. Frankreich     |        | 12:1  | (10:0) | 14:0  | 36:1  | 6:0  |
| 2. Polen          | 1:12   |       | 10:2   | (9:1) | 20:15 | 4:2  |
| 3. Großbritannien | (0:10) | 2:10  |        | 8:2   | 10:24 | 2:4  |
| 4. Estland        | 0:14   | (1:9) | 2:8    |       | 3:31  | 0:6  |

### Abschlussplatzierung der Division II
| RF | Team           |
| -- | -------------- |
| 1  | Frankreich     |
| 2  | Polen          |
| 3  | Großbritannien |
| 4  | Estland        |
| 5  | Niederlande    |
| 6  | Ungarn         |
| 7  | Kroatien       |
| 8  | Rumänien       |

### Auf- und Absteiger
| Aufsteiger in die Division I:  | Frankreich, Polen, Großbritannien                                      |
| Absteiger aus der Division I:  | kein Absteiger (Nordkorea zog sich zurück)                             |
| Absteiger aus der Division II: | kein Absteiger                                                         |
| Aufsteiger in die Division II: | Südkorea, Jugoslawien, Südafrika, Litauen, Spanien, Belgien, Bulgarien |

## Division III
in Elektrėnai und Kaunas, Litauen

### Vorrunde
| Teams        | KOR  | BEL  | LTU  | BUL  | Tore  | Pkt. |
| ------------ | ---- | ---- | ---- | ---- | ----- | ---- |
| 1. Südkorea  |      | 14:1 | 11:0 | 11:0 | 36:1  | 6:0  |
| 2. Belgien   | 1:14 |      | 6:4  | 4:1  | 11:19 | 4:2  |
| 3. Litauen   | 0:11 | 4:6  |      | 7:1  | 11:18 | 2:4  |
| 4. Bulgarien | 0:11 | 1:4  | 1:7  |      | 2:22  | 0:6  |

| Teams          | YUG  | ESP  | RSA  | TUR  | Tore  | Pkt. |
| -------------- | ---- | ---- | ---- | ---- | ----- | ---- |
| 1. Jugoslawien |      | 6:3  | 20:2 | 16:0 | 42:5  | 6:0  |
| 2. Spanien     | 3:6  |      | 4:4  | 20:2 | 27:12 | 3:3  |
| 3. Südafrika   | 2:20 | 4:4  |      | 5:1  | 11:25 | 3:3  |
| 4. Türkei      | 0:16 | 2:20 | 1:5  |      | 3:41  | 0:6  |

### Finale und Platzierungsspiele
| Spiel um Platz 7 |            |           |   |             |  |                    |
| 9. März 2002     | Kaunas     | Bulgarien | – | Türkei      |  | 6:3 (2:1,3:0,1:2)  |
|                  |            |           |   |             |  |                    |
| Spiel um Platz 5 |            |           |   |             |  |                    |
| 9. März 2002     | Kaunas     | Litauen   | – | Südafrika   |  | 3:5 (3:0,0:3,0:2)  |
|                  |            |           |   |             |  |                    |
| Spiel um Platz 3 |            |           |   |             |  |                    |
| 9. März 2002     | Elektrėnai | Spanien   | – | Belgien     |  | 7:4 (1:0,4:2,2:2)  |
|                  |            |           |   |             |  |                    |
| Finale           |            |           |   |             |  |                    |
| 9. März 2002     | Elektrėnai | Südkorea  | – | Jugoslawien |  | 11:1 (3:1,4:0,4:0) |

### Abschlussplatzierung der Division III
| RF | Team        |
| -- | ----------- |
| 1  | Südkorea    |
| 2  | Jugoslawien |
| 3  | Spanien     |
| 4  | Belgien     |
| 5  | Südafrika   |
| 6  | Litauen     |
| 7  | Bulgarien   |
| 8  | Türkei      |

### Auf- und Absteiger
| Aufsteiger in die Division II:  | Südkorea, Jugoslawien, Südafrika, Litauen, Spanien, Belgien, Bulgarien                      |
| Absteiger aus der Division II:  | kein Absteiger                                                                              |
| Absteiger aus der Division III: | kein Absteiger                                                                              |
| Aufsteiger in die Division III: | Australien Volksrepublik China, Neuseeland, Mexiko, Israel, Island, Bosnien und Herzegowina |

## Asien-Ozeanien-Division
in Auckland, Neuseeland
| Teams                      | AUS  | CHN  | NZL  | MGL  | TPE  | THA  | Tore  | Pkt. |
| -------------------------- | ---- | ---- | ---- | ---- | ---- | ---- | ----- | ---- |
| 1. Australien              |      | 7:4  | 7:2  | 9:2  | 16:1 | 38:1 | 77:10 | 10:0 |
| 2. Volksrepublik China     | 4:7  |      | 5:0  | 17:1 | 20:0 | 31:0 | 80:5  | 8:2  |
| 3. Neuseeland              | 2:7  | 0:5  |      | 14:1 | 16:1 | 19:0 | 51:14 | 6:4  |
| 4. Mongolei                | 2:9  | 1:17 | 1:14 |      | 5:2  | 10:4 | 19:46 | 4:6  |
| 5. Republik China (Taiwan) | 1:16 | 0:20 | 1:16 | 2:5  |      | 7:2  | 11:59 | 2:8  |
| 6. Thailand                | 1:38 | 0:31 | 0:19 | 4:10 | 2:7  |      | 7:105 | 0:10 |

### Auf- und Absteiger
| Aufsteiger in die Division III: | Australien Volksrepublik China, Neuseeland |
| Absteiger aus der Division III: | kein Absteiger                             |

Die Asien-Ozeanien-Division wurde aufgelöst.